# Escudo de Coahuila
En 1942, a iniciativa de Vito Alessio Robles, el gobernador del Estado, Benecio López Padilla, envió un proyecto de ley para la adopción del Escudo de Armas, el cual fue aprobado el 23 de octubre del mismo año.
Es cortinado, en cuyo mantel inferior representa, sobre fondo azul, el nombre indígena de Coahuila, que significa arboleda y cuyo nombre le vino indudablemente de los frondosos nocedales que crecían en el manantial más caudaloso del ahora municipio de Monclova, población que, a pesar de sus sucesivas designaciones, continuó llamándose con admirable persistencia San Francisco de Coahuila o, simplemente, Coahuila, que dio su gentilicio a la tribu coahuilteca y su designación al río que hoy lleva el nombre de Monclova. De la nogalera emerge un sol de gules para simbolizar que en Coahuila nació la revolución mexicana. La cortina siniestra recuerda que la porción austral del territorio que hoy forma el Estado de Coahuila, perteneció hasta el año de 1787 a la Nueva Vizcaya, cuyas armas son las que figuran en esta cortina y que no son otras que las de la vieja provincia vascongada del mismo nombre; sobre campo de azul, un árbol y dos lobos atravesados, introduciéndose la variante del cambio del fondo azul por otro de plata. La cortina de la diestra contiene, con la única variante de que el fondo de azul fue cambiado por uno de oro, el escudo de la ciudad de Badajoz, que lo es a su vez de la provincia de Extremadura, representándose con ello el hecho histórico de que la porción del ahora Estado de Coahuila situada al norte de los veintiséis grados de latitud boreal tenía el nombre de Nueva Extremadura. Las armas se componen de un león rampante de gules apoyado en una columna de plata, con la leyenda latina: “Plus Ultra”. En la bordura del escudo de armas, la inscripción: Coahuila de Zaragoza.